# Kornie
Kornie – wieś w Polsce położona w województwie lubelskim, w powiecie tomaszowskim, w gminie Lubycza Królewska.
W latach 1975–1998 miejscowość administracyjnie należała do województwa zamojskiego.
Wieś jest sołectwem w gminie Lubycza Królewska. Według Narodowego Spisu Powszechnego z roku 2011 wieś liczyła 146 mieszkańców.
We wsi znajduje dawna cerkiew św. Paraskewy murowana, wybudowana w 1910. Od lat 80. XX w. użytkowana przez kościół rzymskokatolicki. Ukraińscy mieszkańcy tej wsi zostali przesiedleni na północ Polski 18 czerwca 1947. Obecni polscy mieszkańcy wsi pochodzą z powiatu biłgorajskiego. Przed Akcją Wisła wieś liczyła 1200 mieszkańców. Wieś położona jest w strefie nadgranicznej.
Wierni Kościoła rzymskokatolickiego należą do parafii Narodzenia Najświętszej Maryi Panny w Siedliskach.

## Zabytki
Według rejestru zabytków NID na listę zabytków wpisana jest drewniana dzwonnica z XVIII w., nr rej.: A/497 z 5.06.1992.

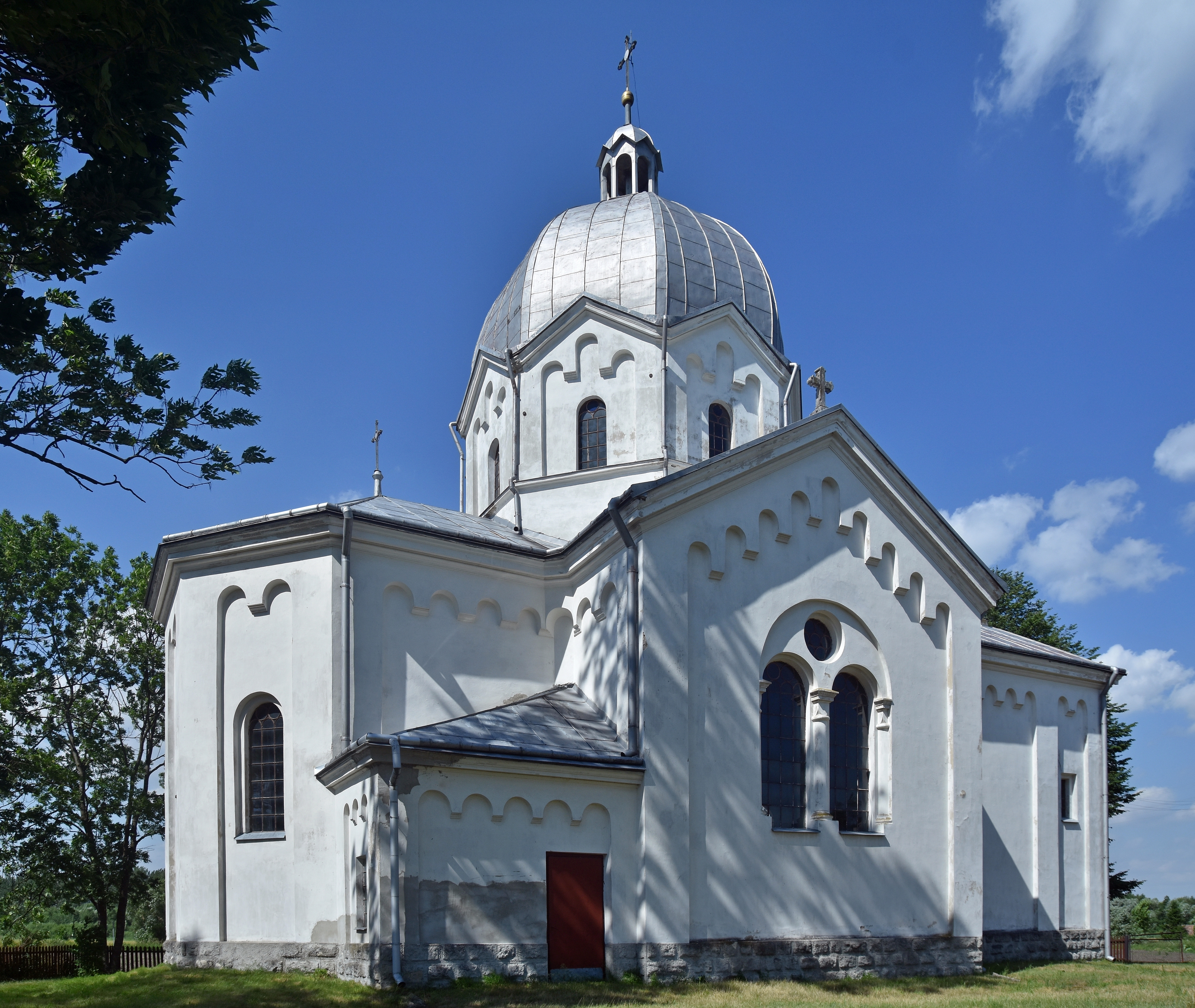
Cerkiew św. Paraskewy
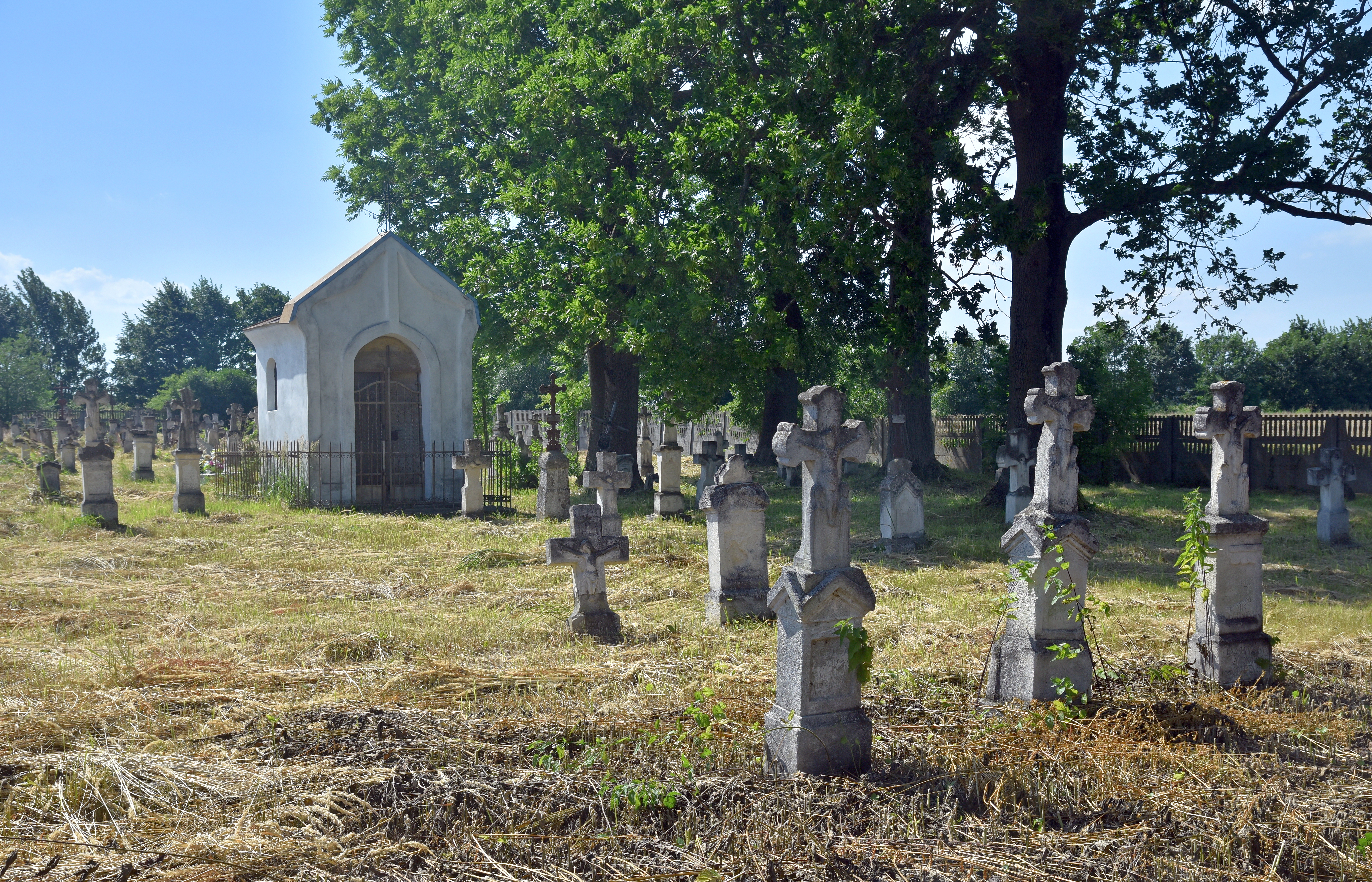
Cmentarz przycerkiewny